# 細齒歧鬚鮠
細齒歧鬚鮠，為輻鰭魚綱鯰形目倒立鯰科的其中一種，為熱帶淡水魚，分布於非洲三比西河上游、庫內內河流域，體長可達16公分，棲息在底中層水域，生活習性不明。